# Sam Totman
Ian Samuel "Sam" Totman (sinh ngày 26 tháng 4 năm 1979) là nhạc sĩ người New Zeland gốc Anh, được biết đến là tay ghi-ta và người soạn nhạc chính cho ban nhạc power metal DragonForce. Totman sinh ra tại Anh, nhưng từ nhỏ đã sống ở New Zealand từ nhỏ. Nhận ra không có quá nhiều tour diễn ban nhạc ở New Zealand, anh trở về Anh năm 22 tuổi để được xem nhạc thường xuyên. Anh tập chơi ghi-ta năm 9 tuổi và được tập luyện có bài bản trong nhiều năm.
Anh là thành viên sáng lập của DragonHeart, sau này đổi thành DragonForce. Người đệm đàn Steve William và tay chơi bass Steve Scott rời DragonHeart để thành lập Power Quest với người Totman đã thu bản demo và album đầu tiên, Wings of Forever. Totman cũng từng chơi nhạc cho album tiếp theo của ban nhạc, Neverworld.
Là người viết nhạc, Totman viết phần lớn lời và nhạc cho các album của ban nhạc.